# Walnut Creek (cég)
A Walnut Creek (mostani nevén FreeBSD Mall) egy CD-ROM terjesztő vállalat volt. Alapítója Bob Bruce. A Walnut Creek volt az első cég, amely kiadta és terjesztette, árusította a FreeBSD-t.
Bruce 1991 augusztusában alapította meg FreeBSD Mall, Inc. (akkor még Walnut Creek) névre hallgató céget. A cég alapításának célja az volt, hogy CD-ROM-on terjessze a szabad szoftvereket, shareware programokat, azok forrásait, és egyéb olyan szabadon terjeszthető információt, amely az interneten megtalálható volt. A cég a kaliforniai Walnut Creekből indult, de közben áttette székhelyét Concordba, mert itt olcsóbban tudott székhelyet bérelni.
A cég 1993 elején kapcsolatba lépett Jordan Hubbard-dal, aki egy maréknyi csoporttal a 386BSD-n dolgozott. Jordan csapata megegyezett a Walnut Creekkel abban, hogy a cég CD-ROM-on fogja terjeszteni a projektjük munkájának eredményeit. Közben a projekt nevet változtatott. Az új név FreeBSD lett. A Walnut Creek elkészítette az első FreeBSD CD-ROM terjesztést, és egyúttal átállították az FTP és fájlszervereiket is FreeBSD-re. Ezt a munkát Rod Grimes végezte. A Walnut Creek attól a naptól kezdve csak FreeBSD-t használ.
Az évek során a Walnut Creek szervere sorra döntötte meg az internetes rekordokat. Hosszú évekig ez a szerver volt a legfoglaltabb egy processzoros szerver, a maga 2TB-nyi adatletöltésével, amelyet egy forgalmas napon állított fel. Voltak olyan napok, amikor 800 darab teljes FreeBSD telepítőt töltöttek le róla.
Az 1994-es év nagy részében a Walnut Creek nem terjeszthette a FreeBSD-t az AT&T per miatt. Mikor a per végül megegyezéssel zárult, a cég újra a FreeBSD terjesztésébe kezdett. Ez 1995 elején volt. Az embereket egyre jobban érdekelte a FreeBSD, szerették volna naprakészen tartani a rendszerüket. Ezt az igényt kielégítendő, a Walnut Creek elkezdte a snapshotok terjesztését is. 1995-ben a cég együttműködésre lépett Greg Lehey-vel, és elkezdték a FreeBSD-s könyvek kiadását. Ilyen könyv például a The Complete FreeBSD is.
1997-ben a FreeBSD népszerűsége annyira megnőtt, hogy ez lett a legnépszerűbb termékük. Ekkor a cég elkezdte a FreeBSD Hírlevél kiadását. A WC 1999-ben szponzorálta az első FreeBSD Konferenciát Berkeley-ben (Kalifornia). 2000-ben a BSD-Con 2000 szponzora volt Monterey-ben (Kalifornia).
2002-ben a Wind River cég, amely a FreeBSD feletti jogokat addig gyakorolta, bejelentette, hogy a FreeBSD feletti rendelkezés jogát átadja a FreeBSD Mall, Inc.-nek. Ez jó hír volt a FreeBSD-t használóknak, hiszen pár hónappal a bejelentés előtt a Wind River kijelentette, hogy nem folytatja tovább a FreeBSD korábban megkezdett támogatását. Ekkor sokan megijedtek, pesszimista kijelentések hangzottak el a FreeBSD jövőjével kapcsolatban, de az aggodalom alaptalan volt. A FreeBSD és a FreeBSD Mall azóta is ápolják szoros kapcsolatukat.